# Tiroteo de Las Vegas de 2023
El 6 de diciembre de 2023 se produjo un tiroteo en la Universidad de Nevada, Las Vegas. Tres personas murieron, incluido el sospechoso, y otra resultó herida.

## Tiroteo
A las 11:45 a. m. PST, el Departamento de Policía Metropolitana de Las Vegas recibió una llamada sobre un tirador en el Frank and Estella Beam Hall.  Ocho minutos más tarde, la Universidad de Nevada en Las Vegas publicó un mensaje en Twitter indicando que la policía estaba respondiendo a informes de disparos, advirtiendo a los estudiantes en Beam Hall que "evacuaran a un área segura". Aproximadamente veinte minutos después, la universidad informó de más disparos en el edificio de la Unión de Estudiantes. 

## Víctimas
Según ABC News, tres personas murieron.  Varias víctimas fueron transportadas a hospitales locales, según el sheriff condado de Clark, Kevin McMahill.  El Centro de Trauma del Sunrise Hospital recibió un paciente. 

## Perpetrador
El perpetrador, identificado como Tony Polito, de 67 años, fue contenido por el Departamento de Policía Metropolitana de Las Vegas y murió después de ser atacado por la policía.  El LVMPD dijo que "no había ningún motivo conocido" para el tiroteo. Sin embargo, es posible que haya tenido una conexión con alguien que trabaja en el campus. 

## Secuelas
Según CBS News, la Oficina Federal de Investigaciones y la Oficina de Alcohol, Tabaco, Armas de Fuego y Explosivos están ayudando a la policía local.  El Departamento de Policía Metropolitana de Las Vegas, los Servicios de Policía Universitaria, el Servicio de Alguaciles de los Estados Unidos y el FBI están investigando el tiroteo.  La Universidad de Nevada, Las Vegas estableció un centro de reunificación en el pasillo norte del Centro de Convenciones de Las Vegas  y una línea directa de emergencia. 
El College of Southern Nevada cerró sus campus.  La Interestatal 15 estaba cerrada para los socorristas.  El partido de baloncesto Runnin' Rebels de la UNLV contra los Dayton Flyers fue cancelado. 
Se emitió una parada en tierra en el Aeropuerto Internacional Harry Reid de Las Vegas debido a un incidente de seguridad. 

## Reacciones

### Local
La alcaldesa de Las Vegas, Carolyn Goodman, calificó el tiroteo como "trágico y desgarrador" en un tuit, y afirmó que estaba "orando por todos en el campus mientras las fuerzas del orden responden a la situación". 
Las senadoras Jacky Rosen y Catherine Cortez Masto instaron a los electores a evitar la zona. 

### Federal
La secretaria de prensa Karine Jean-Pierre afirmó que el gobierno federal estaba siguiendo el tiroteo. Anteriormente estaba previsto que el presidente Joe Biden visitara Las Vegas días después; Está previsto que el segundo caballero, Doug Emhoff, pronuncie sus comentarios en la vigilia de la Fundación Newtown Action Alliance. 